# Шах-султан (дочь Селима I)
Шах-султа́н (?—1572) — дочь османского султана Селима I Явуза, сестра османского султана Сулеймана I, жена великого визиря Лютфи-паши.

## Биография
Шах-султан была дочерью султана Селима I. В документах она упоминается как Шах-Кубан-султан, Шахи-султан, Девлет-шахи, Шехзадешахи.

### Замужество
Турецкие историки Ч. Улучай, Й. Озтуна и Н. Сакаоглу утверждали, что Шах-султан стала женой Лютфи-паши, когда он был санджакбеем (и называют 1523 год), однако историк Т. Гёкбилгин и К. Имбер полагали, что брак был заключен лишь тогда, когда Лютфи-паша стал великим визирем в 1539 году. Брак продлился до 1541 года. Печеви писал: «по некоторым причинам он развелся». Неназванной Печеви причиной развода была мучительная казнь, к которой в 1541 году Лютфи-паша приговорил проститутку. Гелиболулу Али и Ахмед Хасанбейзаде (передававший рассказ Саад эд-дина) описывали это так: «одну проститутку поймали вместе с мужчиной. Паша назначил ей смертную казнь через вырезание половых органов бритвой! Об этом происшествии, противоречащем приличиям, евнухи пошли и рассказали его жене». В тот же вечер Шах-султан высказала мужу свои претензии. Но Лютфи-паша стоял на своем и заявил, что и далее так же будет поступать с проститутками. Шах-султан «упрекнула Пашу: „Ты упрямый, жестокий и грубый“ . Лютфи Паша не выдержал такого оскорбления, взял в руки железную булаву и пошёл на Шах Кубан. Евнухи и наложницы окружили его и выгнали великого визиря!» Сулейман Великолепный был огорчен таким обращением со своей сестрой. Он уволил Лютфи-пашу с должности великого визиря и одобрил его развод с Шах-султан.
Шах-султан была очень религиозна, она разгневалась не из-за жестокости наказания, а из-за обнажения «интимных» частей женщины во время казни.
У Лютфи-паши было трое сыновей — Ахмед, Абди и Махмуд-бей — однако неясно, была ли их матерью Шах-султан или другая женщина. Достоверно известно лишь, что у супругов была дочь — Эсмехан-султан.

### Отношения с Меркезом-эфенди
По словам Ч. Улучая, Шах-султан после этого не выходила замуж. С разрешения сунбулийского шейха Меркеза-эфенди она примкнула к его дервишам и построила домик за воротами Мевлевихане (место жительства дервишей). Некоторые историки, однако, полагают, что шейх был некоторое время мужем Шах-султан. Они ссылаются на учредительный акт от 1552 года на хаммам и хозяйственные постройки комплекса Меркеза-эфенди в Стамбуле. При этом нет ясности, был ли её брак с Меркезом-эфенди до или после брака с Лютфи-пашой. Так же утверждается, что Шах-султан стала матерью сына Меркеза Эфенди — Меркезаде Ахмеда-челеби. Поскольку в 1552 году он был достаточно взрослым, чтобы стать преемником своего отца, Эмель Есин утверждала, что брак должен датироваться периодом 1512—1520 годов, когда Меркез-эфенди находился в Манисе. Другие исследователи — суфийский историк Хусейн Вассаф (1872—1929), автор биографии шейха М. Чалыкоглу, Р. Онгёрен — считали, что брак с шейхом был после брака с Лютфи-пашой. Есть и те, кто не считает этот брак возможным из-за большой разницы в возрасте. Османский биограф Бурса Тахир утверждал, что она вышла замуж за Меркеза Эфенди. Ф. Кёпрюлю опровергал это утверждение.
Х. Айвансарайи (ум. 1787) в своей книге о стамбульских мечетях, текке и завийе оставил легенду о Лютфи, Шах-султан и Меркезе. Содержание её таково: когда Сулейман собирался в экспедицию к Корфу в 1536 году, с ним были Лютфи-паша и его сестра Шах-султан; по возвращении из экспедиции Лютфи-паша и Шах-султан подверглись нападению воров из Янины. В это время появился Меркез-эфенди, который их спас; это побудило их стать последователями шейха.
Шах-султан построила мечеть в Давутпаше в 1528 году, мечеть в Эйюпе в 1556 году (строил Мимар Синан), а позже медресе и школу в Силиври. Шах-султан умерла около 1572 года и была похоронена рядом со своим отцом. Рядом с нею похоронена её дочь Эсмехан.

## В произведениях искусства

### Кино
- Турецкий телесериал «Великолепный век» (2011—2014), в роли Шах-султан — Дениз Чакыр[12].